# Oxylaemus cylindricus
Oxylaemus cylindricus is een keversoort uit de familie knotshoutkevers (Bothrideridae). De wetenschappelijke naam van de soort werd in 1796 gepubliceerd door Christian Creutzer.